# Filippo Antonini
Filippo Antonini, né en 1560 à Sarsina et mort dans cette même ville en 1621, est un archéologue italien.

## Biographie
Filippo Antonini naquit vers le milieu du 16e siècle à Sarsina, petite ville de la Romagne, très-ancienne, mais à demi ruinée. Il embrassa l’état ecclésiastique, fut pourvu d’un canonicat, et, sans négliger aucun de ses devoirs, consacra tous ses loisirs à la recherche et à la description des monuments de sa ville natale. Il est auteur d’un ouvrage curieux et fort estimé : Discorsi dell’antichità di Sarsina e de’ costumi romani, Sarsina, 1607, 2 part. in-4°. Cette édition est assez rare. La seconde, Faenza, 1769, in-4°, est augmentée de dissertations par Giannantonio Azalli sur l’histoire ecclésiastique de Sarsina, et d’un mémoire de Giuseppe Fantini sur les origines de cette ville. L’ouvrage d’Antonini, traduit en latin par Sigebert Havercamp, a été inséré par Burmann dans le tome 7, 2e part. du Thesaurus antiquitat. ital. Fabretti, Malvasia, Spon, etc. , louent son exactitude à rapporter ies inscriptions anciennes, dont il a su conserver un grand nombre. On lui doit encore : Supplemento della chronica di Verruchio, Bologne, 1621, in-4°. C’est un bourg du territoire de Rimini dont l’historien est Francesco Gianettani.

## Œuvres
- Filippo Antonini, Delle antichità di Sarsina e del trionfo, e triclinio de' romani discorso di Filippo Antonini sarsinate ristampato, ed accresciuto di rilevanti notizie spettanti alla storia, e privilegj della chiesa di detta città e d'una erudita memoria del signor dottore Giuseppe Fantini sull'antica Sarsina e d'altri importanti monumenti, presso Gioseffantonio Archi, 1769 (lire en ligne).